# 天长地久 (电影)
《天長地久》是1993年上映的一部香港爱情电影，由刘镇伟執导，劉德華、吴家丽和新人刘锦玲主演，為刘德华的天幕製作有限公司出品的代表作之一。電影以两个跨度比较大的时间为故事背景，拍出了一股怀旧气息的煽情和感人爱情文艺佳作。获得第13屆香港電影金像獎四項提名。

## 剧情
某影视公司最近要重拍60年代的爱情电影《天长地久》，李芷茵进入该公司工作，公司的兰姐对重拍之事持反对意见，芷茵逐渐从宝玲表妹和兰姐口中得知她父亲方德胜的一些过往之事。
原来年轻时方德胜和何宝玲是住在调景岭的邻居，玲母经营一家冷饮店，玲作为帮手经常卖汽水给胜喝。一次胜约会玲在码头见面，而关店收工晚的玲赶往码头没见到胜，因为胜久等玲未果就独自坐船离开。后来胜又要玲跟他一起去九龙发展，玲以前途不确定为由并未同行。胜到九龙后当起了小演员，在拍摄一场古装武打戏时主演阿斌刻意刁难胜，想多次拍摄一个难度大的危险场面以让胜吃苦头，好在公司的领导兰姐看上了胜就为胜撑腰，阿斌才没敢欺负胜。后来公司要拍摄一部爱情片《天长地久》，兰姐就让胜当男主角想捧红他。
由于玲与母亲和母亲的男友发生了冲突，玲离家也到九龙发展。玲去胜家找胜只有阿嫦（与胜同居）在家，玲久等未果就离开了，阿嫦发现胜藏有一张玲的相片就与回家的胜发生争吵，胜一怒之下一走了之。之后玲结识了影视公司的老板雷公并受到雷公照顾，雷公喜欢上了她想捧她当大明星，就决定让她担任《天长地久》的女主角。
当胜见到女主角是玲后就再次表露爱意，而玲对此有所顾忌并未立刻承认自己是他口中的玲。兰姐看出胜和玲之间有暧昧关系，就找玲谈话说胜是她的人，而雷公则送戒指给玲向她求婚。同时胜对雷公追求玲很反感并激怒了雷，雷就找人教訓了胜，这些冲突使得胜与玲的感情得到升温，两人频繁偷偷约会最后使玲怀了孕。后来兰姐追到调景岭警告二人，称雷公不会放过他们。胜与玲被迫又回到公司，雷公得知玲怀下胜的骨肉就发出威胁，逼的玲为了孩子和胜的安危不得不离开胜，当胜直接去找雷摊牌说要跟玲在一起时玲说不爱胜，令胜却误以为玲又变了心。后来玲生下一女，并将她交给阿嫦帮忙抚养。
雷为了彻底得到玲的心就想除掉胜，他派人在拍戏时动手脚。而兰姐知道后也请尖咀强帮忙，想演一出假戏骗过雷公以解救胜。在最后一场戏的楼顶，胜被人控制藏了起来，地面上趴着一具假尸，令爬上楼顶的兰姐和玲都以为阿胜遇害了，阿玲殉情跳楼自杀，胜看到了悲痛万分也打算自杀殉情。在拍摄跳楼戏份时胜解开了挂在腰间的绳索，最终跳下楼落地但却未死，令胜终身残疾只能坐在轮椅上度日。

## 角色
| 演員   | 角色             |
| 刘德华 | 方德胜           |
| 刘锦玲 | 何宝玲           |
| 吴家丽 | 兰 姐            |
| 叶 晨  | 阿 嫦/李丽嫦     |
| 徐濠萦 | 李芷茵           |
| 方 平  | 雷天祥           |
| 叶德娴 | 玲 母            |
| 劉江   | 汪百霖           |
| 林尚武 | 阿嫦男友         |
| 郭德信 | 六叔（玲母男友） |
| 陳啟泰 | 大伟             |
| 潘宏彬 | 阿斌             |
| 陈国邦 | 阿良             |
| 李兆基 | 尖咀强           |
| 梁詠琳 | 小仙女           |

## 歌曲
| 曲別 | 歌曲     | 作詞   | 作曲   | 演唱   |
| ---- | -------- | ------ | ------ | ------ |
| 插曲 | 《缠绵》 | 林秋离 | 熊美玲 | 刘德华 |

## 獎項
| 年份 | 頒獎典禮             | 獎項         | 名單           | 結果 |
| ---- | -------------------- | ------------ | -------------- | ---- |
| 1994 | 第13届香港電影金像獎 | 最佳新演員   | 劉錦玲         | 提名 |
| 1994 | 第13届香港電影金像獎 | 最佳攝影     | 黃岳泰         | 提名 |
| 1994 | 第13届香港電影金像獎 | 最佳剪接     | 譚家明、奚傑煒 | 提名 |
| 1994 | 第13届香港電影金像獎 | 最佳美術指導 | 梁華生         | 提名 |

## 外部連結
- 香港影庫上《天長地久》的資料（繁體中文）
- 開眼電影網上《天長地久》的資料（繁體中文）
- 豆瓣电影上《天長地久》的資料 （简体中文）
- 时光网上《天長地久》的資料（简体中文）
- AllMovie上《天長地久》的资料（英文）
- 爛番茄上《天長地久》的資料（英文）
- 互联网电影数据库（IMDb）上《天長地久》的资料（英文）